# Saint-Léger (Savoie)
Saint-Léger település Franciaországban, Savoie megyében. Lakosainak száma 256 fő (2022. január 1.). Saint-Léger La Chapelle, Épierre, Saint-Pierre-de-Belleville és Saint-Rémy-de-Maurienne községekkel határos.

## Népesség
A település népessége az elmúlt években az alábbi módon változott:
| Lakosok száma | 234  | 231  | 230  | 224  | 231  | 239  | 247  | 251  | 256  |
|               | 2013 | 2015 | 2016 | 2017 | 2018 | 2019 | 2020 | 2021 | 2022 |